# West-Vlaams rood

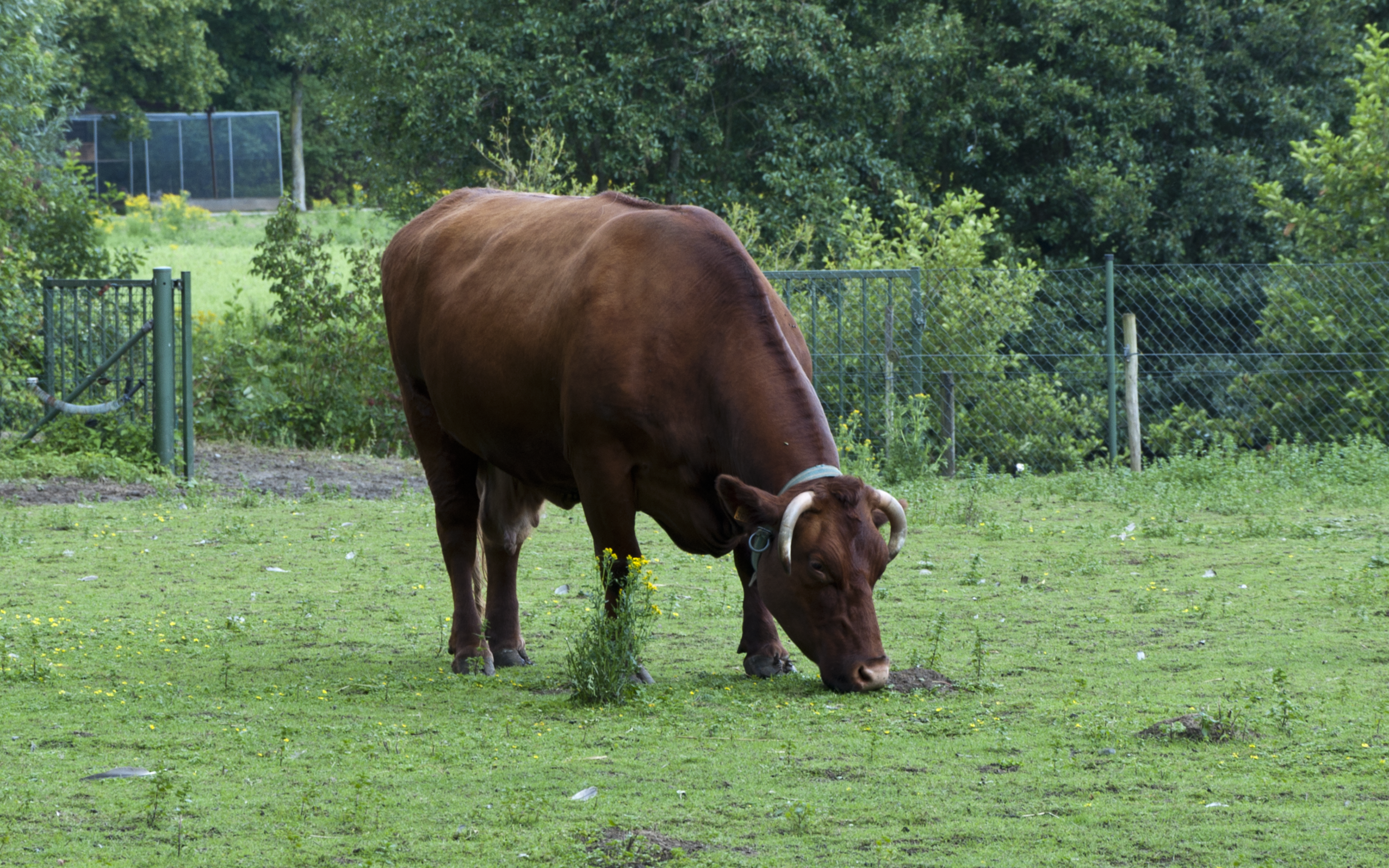
West-Vlaams rood in Puyenbroeck

West-Vlaams rood is een Belgisch runderras ontstaan uit het 18e-eeuws Kassels rode vee dat toen Frans-Vlaanderen en de grensstreek van West-Vlaanderen bevolkte. Het is een dubbeldoelras, wat betekent dat het zowel voor melk- als voor vleesproductie wordt gehouden.
West-Vlaams rood is in 2012 erkend als streekproduct. In 2017 is een aanvraag ingediend voor de beschermde oorsprongsbenaming "vlees van het rood ras van West-Vlaanderen".